# Сражение при Кальдьеро (1809)
Сражение при Кальдьеро, или сражение при Соаве, или сражение при Кастельчерино произошло с 27 по 30 апреля 1809 года во время войны Пятой коалиции, части Наполеоновских войн. Австрийская армия во главе с эрцгерцогом Иоганном успешно отразила атаки франко-итальянской армии Евгения Богарне, вице-короля Италии, в боях у Сан-Бонифачо, Соаве и Кастельчерино, а затем отступила на восток.
В первых боях войны эрцгерцог Иоганн разбил франко-итальянскую армию Богарне и отбросил ее к реке Адидже у Вероны. На Адидже Евгений реорганизовал свою армию в корпуса, командиров которых он назначил и которые были одобрены Наполеоном. Затем Богарне решил использовать свои превосходящие силы, чтобы изгнать австрийцев из Итальянского королевства. В свою очередь Иоганн, вынужденный выделить значительные силы для наблюдения за Венецией и другими крепостями, удерживаемыми противником, оказался лицом к лицу с усиленной франко-итальянской армией.
Иоганн развернул свою армию на оборонительной позиции, блокируя главную дорогу. Правый фланг армии находился у Соаве за Альпоне, а левый - у Леньяго за Адидже. Иоганн разместил три батальона к северу от Соаве, чтобы удерживать высоты Монте-Бастия. Австрийский центр стоял вокруг Сан-Бонифачо. 
Большая часть армии Богарне была развернута к северу от Арколе, хотя несколько частей выстроились вдоль западного берега Адидже ниже места слияния этой реки с Альпоне. Франко-итальянское левое крыло простиралось на север до Иллаци и Каццано ди Траминья. Евгений планировал обойти правый фланг Иоганна, оттеснив австрийцев к Венеции, откуда большой гарнизон прорывался на север. Если бы этот план сработал, франко-итальянцы могли бы заманить всю армию Иоганна в ловушку между двумя своими силами.
27 апреля Богарне провёл рекогносцировку у Сан-Бонифачо и приказал части своих войск провести сдерживающую атаку в направлении Соаве. Австрийцам удалось выбить переправившихся франко-итальянцев из Сан-Бонифачо, но они не смогли этого сделать в соседней деревне Вилланова, и ее мост через реку Альпоне был удержан французами. Наступившая ночь и ливень прекратили бои. 
29 апреля бригада генерала Бонфанти из дивизии Фонтанелли и итальянская гвардия атаковали австрийский отряд на высотах Монте-Бастия. Тем временем Гренье при поддержке корпуск Макдональда своими дивизиями Сера и Аббе атаковал Соаве. 
Итальянской гвардии и бригаде Бонфанти удалось захватить высоты и Кастельчерино. Однако атаки Гренье на Соаве и Сан-Бонифачо были отбиты. Франко-итальянцы потеряли 1000 человек, австрийцы - 400 человек убитыми и ранеными, а также их 300 человек попали в плен. 
30 апреля Иоганн контратаковал силами в 11 батальонов и отбил потерянные позиции. Бонфанти был вынужден отступить в Колоньолу. Богарне не поддержал свои войска в Кастельчерино и не предпринял отвлекающую атаку. Потери итальянцев составили 409 человек убитыми и ранеными, в то время как победившие австрийцы потеряли 300 человек убитыми и ранеными, а также 572 человека пропавшими без вести.
В этот же вечер Иоганн получил приказ от эрцгерцога Карла от 29 апреля. Ему разрешали действовать по своему усмотрению, но призвали защищать занятую им территорию. Иоганн понимал, что с наступлением Наполеона на Вену его армия в Италии может быть окружена превосходящими вражескими войсками, наступающими с севера, поэтому он решил отступить из Италии и защитить границы Австрии в Каринтии и Карниоле. Сломав все мосты через Альпоне, рано утром 1 мая австрийская армия начала отступление к реке Брента у Бассано, прикрываемое арьергардом фельдмаршал-лейтенанта Фримонта.